# Waag (Wageningen)

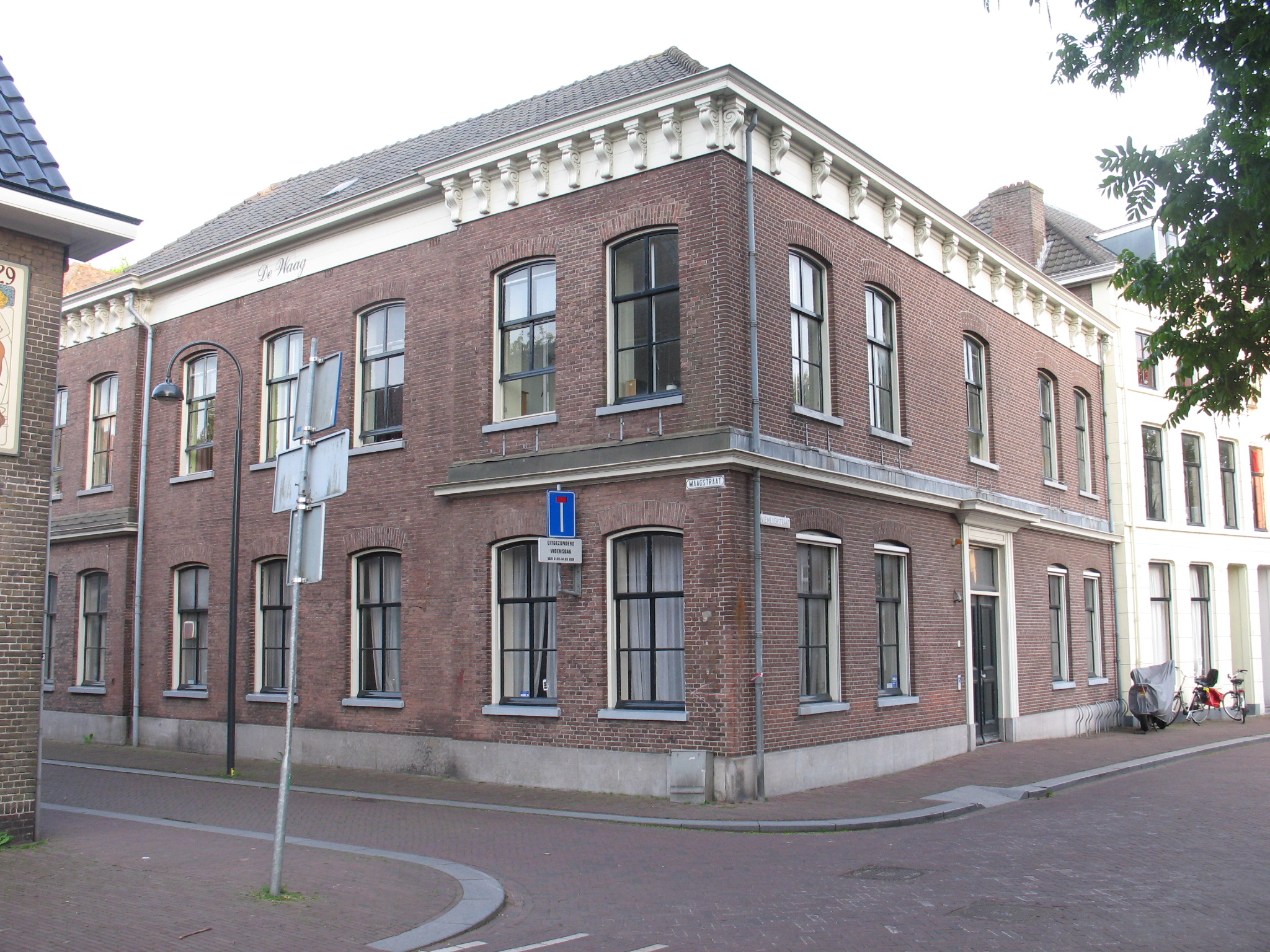
De Waag, Niemeijerstraat 1

De Waag van Wageningen is gelegen aan de Niemeijerstraat in Wageningen en werd in 1847 gebouwd ter vervanging van het (kleinere) vorige gebouw dat op dezelfde plaats stond. De voorgevel lag oorspronkelijk aan de noordzijde, aan de Waagstraat. In 1968 werd het naastgelegen pand Niemeijerstraat 3 gesloopt en kwam op die plaats een uitbreiding van de waag. De voordeur is toen naar de westkant verplaatst.
Het gebouw heeft de status van rijksmonument.